# BACCANO！大騷動！
《BACCANO！大騷動！》（亦譯：永生之酒、因酒而狂）是成田良悟撰寫的系列輕小說。本作是作者出道作，第9屆電擊遊戲小說大獎金獎獲獎作品。據2015年10月統計其銷量已超過204万部。2007年7月由Brain's Base改編為電視動畫。標題中的「Baccano」來源於義大利語，意爲大騷動，和日语發音含義相近。本作是一齣沒有固定的主人公，劇情卻環環相扣的群像劇，其登場角色总计超過90人。講述了煉金術師與不死之酒、不死者和一般人的故事。

## 劇情簡介
1711年大西洋上，背井離鄉朝向新大陸前進的煉金術師們從惡魔手中得到了“永生之酒”。喝了永生之酒的人得以不老不死，但唯一的弱點就是同屬不死者的右手可以按在額頭上吞噬對方，取得其一生的經驗和知識，而其中一員為了得知永生之酒的製作秘密，开始吞噬眾人。事後相互畏懼、警戒的倖存不死者，散落到世界各地。
兩百年後，處於黑道盛行和執行禁酒令時代的紐約，即將升職的黑道少年、奇妙古怪的鴛鴦大盜、遇到麻煩事的黑手黨三兄弟、忠於職務的助理巡官，以及野心不曾停下來的鍊金術師。不同的人不同命運開始捲在一起，這是個熱鬧又異常的故事。

## 登場人物

### 1930年代

#### 艾薩克與蜜莉亞
艾薩克·迪安（Isaac Dian）
配音：小野坂昌也（日本）
盜賊，不死者，外貌二十歲左右，咖啡色頭髮、身材高眺，經常穿著引人矚目的衣裝。性格積極樂觀，古怪並有些秀逗且缺少危機感，無論發生甚麼事也會向前進，卻因此拯救過不少人，也為很多人帶來歡笑。曾盜竊過博物館的入口大門，糖果店的糖果巧克力，富豪子孫的不幸來源：龐大遺產，黑手黨的贓款等；1930年開始計算，總計87次左右。
蜜莉亞·哈文德（Miria Harvent）
配音：青木沙耶香（日本）
艾薩克的伴侶，不死者，同樣是盜賊。外貌二十歲左右，金髮白人女性。經常附和艾薩克。口頭蟬是好厲害（日語：すっごぉ～い）。性格也同樣積極樂觀並且有些秀逗。
動畫版結局在2000年代中，兩人才發覺自己長相沒有改變。後來在《無頭騎士異聞錄 DuRaRaRa!!》第一期的第11話、第12.5話中，兩人曾經客串。

#### 瑪爾汀喬家族
紐約的卡莫拉組織。大部分成員也是不死者。總部在蜂蜜店ALVEARE。
費洛·普羅宣查（Firo Prochainezo）
配音：吉野裕行（日本）
家族最年輕的幹部。義大利裔與英國裔混血兒，栗子色頭髮，十八歲左右，但外貌要比實際年齡小三至四歲的少年。性格樂觀天真，決定的事就一定去做。
在紐約地獄廚房區的貧民窟長大。父親在出生不久後死亡，母親也在其十歲時過世。曾是甘德魯三兄弟及珂雷亞的兒時玩伴。為生活甚麼都做過，沒能分辨黑白善惡。曾企圖偷竊瑪爾汀喬家族的矢車的皮包，自此生活就起了天大的變化，「ALVEARE蜂蜜店」的成員也成為了他的家人。
第一卷晉升為組織幹部典禮前，在火災現場前對塞拉德的部下艾妮絲一見鍾情，其後不斷打探艾妮絲的消息。晉升後負責管理一家賭場。在吞噬塞拉德後，艾妮絲成為他的伴侶。
麥沙·阿法羅（Maiza Avaro）
配音：宮本充（日本）
家族的出納員和費洛的上司，還是用刀高手。戴著眼鏡，栗子色頭髮。身材修長的斯文男士。性格溫和有禮貌，人評「很不像卡莫拉」。
不死者，亞特威納·奧伊斯號的成員，召喚出惡魔的人，因此懂得製作完整不死之酒的方法。由於告訴過一半方法給弟弟，導致弟弟被塞拉德吞噬，對此事非常後悔。
羅尼·斯奇亞多（Ronny Sciatto）
配音：神奈延年（日本）
瑪爾汀喬家族的秘書。正體是「惡魔」，因艾爾摩的要求而在麥沙的身邊，據自己所說是在古代獲得過多知識的煉金術師。
莫爾沙·瑪爾汀喬
配音：長克巳（日本）
瑪爾汀喬家族的首領。創立家族時，曾贈送初期成員每人一頂帽子，後來慢慢成為家族的傳統。十分喜歡胡椒。
艾妮絲（Ennis）
配音：小林沙苗（日本）
塞拉德用自身的細胞所製作的人造人，一直對塞拉德唯命是從。短髮、偏中性打扮，穿著黑色的西服和軍靴。
初期除了塞拉德給予的知識外，缺乏倫理等必要的知識。在一次與永生者的戰鬥中吃掉了對方而得到了很多以往所不了解的新知識，同時也對自己的罪惡及主人塞拉德感到害怕。
第一卷時遇到許多未知的事物，例如蜜莉亞等人的幫助以及費洛的愛，最終在1930年的風波中背叛了塞拉德。塞拉德死去後本應跟著死亡，卻被費洛依靠塞拉德的知識救活。其後一直在瑪爾汀喬家族，成為費洛的同居人。於五十年後才與費洛結婚。
察斯沃夫·梅耶魯（Czeslaw Meyer）
配音：神田朱未（日本）
愛稱為察斯（Czes）。不死者，外貌為十歲左右謙虛有禮的黑髮小孩。性格老成並且做事謹慎。
亞特威納·奧伊斯號上的成員。離開船後與保護者菲爾梅特一同行動，但由於菲爾梅特的恐懼，而一直受到虐待、虐殺。在吞噬菲爾梅特後，由於得知菲爾梅特心中的恐懼而不再信任他人。飛翔禁酒坊號火車事件後洗心革面，跟從麥沙與費洛和艾妮絲同住。
貝喬
配音：小伏伸之（日本）
瑪爾汀喬家族的幹部，外號「肉球」。
藍迪
配音：相馬幸人（日本）
瑪爾汀喬家族的幹部，外號「幽魂」。似乎對雪娜有所好感。
矢車
配音：塚田正昭（日本）
費洛的師父。
雪娜
配音：座光寺知幸（日本）
ALVEARE蜂巢店女店長。把關地下酒館的入口。
麗亞·林謝
配音：松嵜麗（日本）
地下酒館的華裔女服務生。

#### 甘德魯家族
甘德魯兄弟從父親繼承來的黑手黨。表面上是經營爵士舞廳。
奇士·甘德魯（Keith Gandor）
甘德魯家族的長男，不死者，家族中是處於“守護”的角色。性格沉默寡言，說話一般不會超過三句
貝爾格·甘德魯（Berga Gandor）
配音：三宅健太（日本）
甘德魯家族的次男，不死者，家族中處於“攻擊”的角色。
拉克·甘德魯（Luck Gandor）
配音：子安武人（日本）
甘德魯家族的三男，不死者，家族中處於“謀劃”的角色。
珂雷亞·史坦菲爾德（Claire Stanfield）
配音：森田成一（日本）
表面上是個個性情溫和的紅髮青年，但實際上以自我中心，性喜無常，殺人本領一流。
原名“珂雷亞・史坦菲爾德”，原是飛翔禁酒坊的年輕列車長。現名為斐利克斯．沃肯，別名：葡萄酒（Vino）或鐵路繪影（Rail Tracer）。
曾與甘德魯兄弟情同手足，同一屋簷下長大。後來被賣到馬戲團，長大後以雜技般的身手，名揚殺手界。在1931年12月下旬『愛上』夏涅，并向之求婚，其後在列車上『死亡』(1931年，乘上飛翔禁酒坊，「珂雷亞・史坦菲爾德此人在列車上槍殺死亡」。)，由於沒有戶籍是不能結婚，所以在1932年1月2號『購買』到斐利克斯·沃肯的戶籍。
奇克·傑佛遜（Tick Jefferson）
配音：山口勝平（日本）
以「拷問魔」聞名，性格天真無邪，會毫無恐懼地用剪刀來拷問人。幼時家中是一家鐘錶店，後來因後父欠債而被賣到甘德魯家族。
伊迪絲
酒吧店員，羅伊女朋友。
羅伊·默多克
蘇格蘭裔移民，22歲。毒癮者，伊絲迪的男友。曾以自己對世界的理解給予毒品製造者貝格極大地打擊。
瑪麗亞·巴爾賽利德（Maria Barcelito）
稚氣未脫的墨西哥少女，經常穿著西班牙「馬里亞奇樂隊」的服裝。生於殺手家族，原為自由殺手，後來成為爵士舞廳的打手。口頭禪是Amigo（西班牙語的"朋友"），武器為兩把日本刀(，其中一把名為 MURASAMIA。
凱特·甘德魯
第四卷初登場。奇士的妻子，管風琴手。
原是為無聲電影演奏的管風琴手，後來因為出現有聲電影而失業。遇上特意來聽凱特演奏的奇士，慢慢喜歡上奇士，希望為奇士的一生演奏(因為覺得很奇士的一生就如無聲電影)
卡莉亞·甘德魯
貝爾格的妻子，但正與貝爾格鬧離婚

#### 魯諾拉達家族
本部位於紐澤西洲，在曼哈頓設有分部。
巴爾托羅·魯諾拉達
配音：大林隆介（日本）
魯諾拉達家族的領袖。外貌年過五十歲，極具威嚴的臉上戴著一副象徵理性的眼鏡。性格冷靜沉著
古斯塔夫
配音：佐佐木誠二（日本）
加入組織已八年，在家族生意中舞弊而獲得大量好處，後被“似升實降”派往曼哈頓開拓地盤，并被甘德魯家族和巴爾托羅聯手趕出家族。
貝格
配音：金光宣明（日本）
和麥沙同代的不死者。創建組織的元老之一。製造毒品的願景是要讓全人類幸福。世界觀被羅伊破滅。在巴爾托羅死後失去意志，後被送進精神病院。

#### 亞特威納·奧伊斯號
麥沙·阿法羅
詳見#瑪爾汀喬家族
塞拉德·奎茲（Szilard Quates）
配音：有本欽隆（日本）
被稱作船上“最危險的煉金術師”，為獲得他人腦內一半的永生之酒配方，而吞噬了麥莎的弟弟以及眾多煉金術師。兩百年來陸續製作出永生之酒的半成品，即喝下雖然不會因意外或疾病死去但仍會老死；並售賣給上流權貴以控制社會。經過漫長的研究，終於在1930年利用調劑師邦茲成功製成了永生之酒的完全品，但塞拉德後來被已成為不死者的費洛吞噬。
修伊·拉弗雷特（Huey Laforet）
配音：千葉進歩（日本）
醉心于各種實驗的煉金術師，夏涅·拉弗雷特的父親，視艾爾摩為唯一的朋友。曾創立過#「幽靈」、#「妖怪」、#「吸血鬼」等組織，後於1931年被捕。
东乡田九郎（とうごう でんくろう）
外號“忍者”的日本煉金術師。乘船到達美國后企圖走路回到日本，卻在北極遇難被冰凍了250年，被克格勃追查逃到東德。柏林牆倒塌后回到日本，此後一直在日本流浪。
貝格
詳見#魯諾拉達家族
尼羅
煉金術师

#### 傑諾亞德家
位於紐澤西洲的富豪家族。表面上是經營工廠，實際上卻是在經營古柯鹼工廠，工廠大概於1930年被奪走。
達拉斯·傑諾亞德（Dallas Genoard）
配音：伊丸岡篤（日本）
富豪傑諾亞德家的次男，伊芙的哥哥，二十多歲的不良少年。性格傲慢且自以為是，只對妹妹溫柔，認為傷害伊芙的人比利用或傷害自己的人更加可惡。
在1930年卷入塞拉德事件，與3名伙伴成為不完全的不死者（會老不死），塞拉德視他們為事後即棄棋子所利用。由於殺害了甘德魯家族的好幾人，後被甘德魯家族報復而被沉入哈德遜河河底。在1933年被打撈出水，但隨後成為「妖怪」的棋子，因擔心伊芙的安危而暫時沒有反抗。
伊芙·傑諾亞德（Eve Genoard）
配音：井上麻里奈（日本）
富豪傑諾亞德家的長女，年齡十五、六歲，性格體貼、堅強而天真的大家閨秀，認為自己家族只是一般的富豪。
1932年初，前住倫敦DD新聞社尋找二哥達拉斯的消息，後來與羅伊一同查找甘德魯家族。後捲入DD新聞社槍擊事件，從拉克口中得知兄長身處的地方。1934年九月，因參與哈德遜河整頓計劃，獲得打撈河底救出兄長的機會。
薩瑪莎
配音：永澤菜教（日本）
黑人女傭。由於曾輾轉全國角地從事幫傭工作，因此說話時夾雜著各地口音，不管誰跟她說話都會覺得難以溝通。
班傑明
配音：平野俊隆（日本）
從祖父開始繼承下來服侍傑諾亞德家的德國裔管家。
雷蒙·傑諾亞德、傑佛利·傑諾亞德
雷蒙是傑諾亞德家家主，達拉斯和伊芙的父親。和他的長子傑佛利被魯諾拉達家族的古斯塔夫所殺。

#### 不良集團
芝加哥不良集團。集團中的成員是受販釀私酒的賈格西吸引而聚集在一起。服裝不統一、無名的集團。原先据點在芝加哥，後來為逃避盧梭家族，把據點移往位於紐約的傑諾亞德家別墅。
賈格西·史普羅德（Jacuzzi Splot）
配音：阪口大助（日本）
集團首領，左邊臉上有個引人注目的劍型刺青。性格柔弱、愛哭，但遇到危險就一定不會逃跑。
幼時為了幾乎失明的妮絲而在臉上刺青。據說當時即使很痛，也沒流半點眼淚。
妮絲·赫利史多恩（Nice Holystone）
配音：小林優（日本）
賈格西的青梅竹馬兼女友。炸彈狂，身上有燒傷疤痕，載著眼罩及眼鏡。為人有禮，除了賈格西以外無論對甚麼人都使用敬語。
幼時在調製炸藥時因炸傷失去右眼，左眼喪失大部分視力。由於當時只能看見模糊的影子，認為一生無法看清他人的臉而避見別人和整日哭泣。後來賈格西為了她在臉上刺青，使無法看清他人的她能清楚分辨出賈格西。
尼克
配音：河本邦弘（日本）
賈格西的伙伴，曾參與飛翔禁酒坊號火車事件。
東尼
配音：園部好徳（日本）
賈格西的伙伴，墨西哥人。曾參與火車事件，負責把貨物掉進河中交給其他成員接收。
黃·林謝
配音：傳坂勉（日本）
東方人，麗亞·林謝親弟弟。飛翔禁酒坊號上的廚師，事件結束後在傑諾亞德家打工。
優文
配音：太田哲治（日本）
愛爾蘭人移民。飛翔禁酒坊號上的酒保，事件結束後在傑諾亞德家打工，傑諾亞德家成為集團在紐約的據點。
夏涅·拉弗雷特（Chane Laforet）
配音：廣橋涼（日本）
修伊·拉弗雷特的女兒，無法說話的少女。黑短髮，有著深邃的金色眼瞳。原為「幽靈」成員，火車事件後，「葡萄酒」求婚，其後答應。原覺得世界上最重要的只有父親，認識「葡萄酒」和賈格西等人後慢慢有所改變，認定他們重要。
傑克
賈格西的伙伴，曾參與火車事件。因與某幾名拳擊手同名而被拉德毆打，而憎恨拉德。

#### 拉德與其夥伴
拉德·盧梭（Ladd Russo）
配音：藤原啟治（日本）
盧梭家族首領的姪子。個子偏高。用詞異常輕浮且為人粗魯，只喜歡殺害相信自己不會死的人。雖然行動從沒有計劃，但能隨著事態發展再通過瞬間計算，強行使行動成功。
幼時曾是個普通少年，但經過一次思考生死後才變成如今這樣。故事開始前一直幫忙盧梭家族殺害敵對者，也使得家族一直也要為他善後。
1931年時打算劫飛翔禁酒坊號，在車上遇上黑衣人、賈格西和鐵路繪影者時，因能殺傷喜歡殺害的那類人而相當興奮。事件尾聲與鐵路繪影者對峙時，因鐵路繪影者利用露雅而導致被迫跳車。由於當然列車正在馳走，拉德為救助露雅用盡方法令其安全落地而付出一隻手臂，其後鋃鐺入獄。
露雅·克萊茵（Lua Klein）
配音：安井繪里（日本）
拉德的未婚妻。臉色慘白，性格陰鬱有自殺傾向。拉德雖然會說出殺盡天下人後殺死未婚妻的言語，但是兩人其實相愛。隨著拉德等人一同搭上列車，在車廂看到鐵路繪影者而擔心拉德的安危，在車頂上碰上拉德與鐵路繪影者對峙時，因鐵路繪影者的關係而和拉德兩人跳車。
格拉罕·史貝特（Graham Specter）
配音：杉田智和（日本）
性格喜怒無常，有破壞狂傾向。喜歡用巨大的扳手在空中解體汽車，有時也破壞人體。視拉德為大哥。能夠用扳手擋下步槍子彈。
夏夫特
配音：羽多野渉（日本）
格拉罕的小弟。夏姆之一。集團中少數有常識的吐槽役。
胡（who）
拉德的小時玩伴。同時是白服成員，大概是成員中唯一的正常人。
在列車上大多與露雅一同行動。後來遇上「魔術師」，在警察上車時要求擔任「魔術師」的新助手，安全離開列車。
里卡多·盧梭
普拉契德之孫。特殊的夏姆。看似女貌少年，實際上是少女，本名莉迪雅·盧梭。
普拉契德·盧梭
配音：龜井三郎（日本）
盧梭家族的首領。

#### 「幽靈」
修伊其下的組織之一。修伊被扣押時，企圖以列車上的乘客作人質來救出修伊。
夏涅·拉弗雷特（Chane Laforet）
配音：廣橋涼（日本）
見#不良集團
古斯
配音：菅生隆之（日本）
「幽靈」的首領。
涅伊達
配音：山本圭一郎（日本）
故事開頭時出現的背叛者，本應被古斯殺死，但被佛瑞德醫生救活。故事結束時向古斯報復。
厄本

#### Daily Days新聞社
表面上普通新聞社，但同時也兼作情報屋。
社長（しゃちょう）
配音：速水獎（日本）
本名和外貌不詳。經常身處紙張堆滿非常混亂的社長室，曾有因為門口無法進入而在窗口出入，被警察叫住的經歷。混亂得就算發生槍戰也沒人發現其人在紙張堆後。
古斯塔夫·聖傑曼
配音：若本規夫（日本）
副社長。
凱洛兒
配音：齋藤千和（日本）
副社長身邊的見習攝影。自稱有勇氣的膽小鬼的少女。
尼可拉斯
英語版報紙主編、櫃檯人員。新聞社情報人員，曾屬美國軍方情報部。
配音：古澤徹（日本）
艾雷安．杜格饒
配音：楠大典（日本）
中文版報紙主編兼情報人員的黑人。
亨利
DD社的情報人員。認為情報是力量的體現，喜歡操縱情報。
瑞秋
配音：伊藤静（日本）
情報屋的情報員。作為「穿工作服的女人」參與了火車事件。父親曾是鐵路技師，后被鐵路公司陷害被迫為一次事故承擔責任。瑞秋爲了報復鐵路公司而一直逃票乘車（坐霸王車），火車事件后將無意中獲得的一大筆錢買了車票作為補償。

#### FBI
維克托·泰波
配音：下山吉光（日本）
不死者。負責所有和不死者相關的案件。
愛德華·諾亞
配音：武虎（日本）
充滿正義感的警察。在調查局更名為FBI之前進入調查局。
比爾
配音：安元洋貴（日本）
維克托的下屬，在一般案件的調查之外，還負責調查和不死者相關的案件。
多納德
維克多的下屬，比爾的搭檔。

#### 貝利亞姆家及其相關者
梅莉·貝利亞姆
配音：後藤沙緒里（日本）
貝利亞姆夫婦的女兒。由於和察斯同一車廂，所以與察斯一起探險火車，可惜倒霉地遇上劫車事件。
娜塔麗·貝利亞姆
配音：伊藤美紀（日本）
貝利亞姆上議院議員的妻子。
曼弗雷德·貝利亞姆
配音：中多和弘→山野井仁（番外3）（日本）
美國參議員，認為凡事都能用錢解決的男人。愛家愛國並以人類為豪，非常憎恨不死者并決定守護國家。以“美國不是怪物們的遊樂場”為座右銘，目標是將眾不死者抓進監獄，判服無期徒刑。
史帕克
配音：西本理一（日本）
「幽靈」的狙擊手。後成為貝利亞姆的護衛。
無名氏／前斐利克斯·沃肯
貝利亞姆的護衛。與珂雷亞匹敵的殺手。因為已將名字出售，故沒有名字。

#### 醫務所
佛瑞德醫生
曾是戰地醫生。作為「魔術師」參與了火車事件。
胡（who）
見白服集團

#### 「妖怪」
修伊旗下的組織之一。
提姆
平時綁著頭巾和戴著眼鏡的男子。唯一的部下是擔任保鑣的愛迪爾，自己本身並沒有戰鬥能力。是甘德魯家族『拷問魔』奇克的弟弟，因為想要捨棄過去所以加入了修伊的組織。

#### 「吸血鬼」
修伊旗下的組織之一，成員均為修伊利用從聖拉多奎茲那偷來的技術製作出的人造人，大部分人都有某種程度的人格障礙。
愛迪爾
個性畏畏縮縮，看來有些懦弱的女子。受到被當作實驗體的過去的影響，在意「自己是否為一無是處」，偶爾會有忍不住的殺人衝動。使用的武器是前端為十字型的長槍，曾打敗過使用日本刀的瑪莉亞一次，後來在『霧牆事件』中被瑪莉亞打敗。目前也擔任『妖怪』提姆的保鏢。
克里斯多福·夏爾多雷德
外表年約二十左右的青年。擁有異於常人的長相，眼睛眼白的部份為紅色，虹膜為白色而瞳孔是黑色，牙齒是像海豚一般的利牙。平時穿著如過去西歐貴族的服飾，以紅色和黑色為基調，整體外表讓人覺得「簡直就像是個吸血鬼」。因為自己是「徹底人造的產物」人造人而有些病態地熱愛大自然，經常熱情的對自然的一切事物加以讚頌。相當喜歡交朋友，也喜歡在路上唱歌，有著奇怪的說話方式，似乎是被『詩人』所影響。使用的武器為槍刀，一種同時是槍和刀，前端擁有匕首，槍身較長的特殊武器，曾被他自己形容為：「和我很像，都是個四不像。」，實力堅強，被珂雷亞（葡萄酒）譽為與他交手過第三強的人，在『霧牆事件』中被珂雷亞打敗。之後在盧梭家族擔任里卡多．盧梭名義上的貼身護衛，在失去慣用兵器「刀槍」的狀況下能與葛拉罕．史貝特打的不分軒輊，一生中只曾敗在柯雷亞及同為麥沙他們200年前煉金術師尼羅的手下。
洪奇明
外表年約二十左右，平時雙手纏著厚重紗布的瘦弱東方男人，大多時候被直接稱呼為「奇」。戰鬥時使用纏在紗布底下的金屬利爪，擁有很高的戰鬥力。在『吸血鬼』中算是較為冷靜的角色，據說與克里斯多福已經認識三十八年。在偷襲貝利亞姆參議員時被當時被雇用的參議員保鏢「前」菲利克斯沃肯制服。之後為了救出被葛拉罕追殺的瑞爾，與希庫爾及麗薩聯手對付葛拉罕，雖然有人數之優但卻依然不敵葛拉罕。
麗薩
平時僅以「聲音」出現，負責對吸血鬼的成員傳達修伊的指令。其真實身分是修伊的女兒，夏涅的妹妹，目前與修伊一同住在惡魔島監獄的特別牢房裡，目前尚未知曉她是如何進入，對修伊的忠誠度很高。平時對外出現的聲音為嫵媚妖艷的成熟女性嗓音，使用武器為環形的飛刃，可從無人的四面八方飛來，偷襲為其慣用的手法。
夏姆
吸血鬼等人口中的「雙子」，利用意識共存的技術存在於多個身體之中，是原來的「斐利克斯．沃肯」。其中一個身體是惡魔島監獄的看守員，是修伊的傳話員。對修伊有背叛之意。
希爾頓
吸血鬼等人口中的「雙子」，利用意識共存的技術存在於多個身體之中。其中一個身體就是麗薩，亦是修伊的傳話員。是修伊的狂信徒，認為修伊便是她的一切。
希庫爾
穿著淑女，口語卻相當男性化的美女，性格冷淡，有著渾濁的藍色雙瞳。戰鬥方式是名為「卡波耶拉」的腳技，是一種16世紀時由巴西的非裔移民所發展出，介於藝術與武術之間的獨特舞蹈。舞蹈動作中結合了大量側空翻、迴旋踢、倒立等武術動作，卻被認為有極濃厚的戰鬥用途。因為「卡波耶拉」原是娛樂用的舞蹈，而她的使用方式則著重在打倒對手，而自認為是「偏門」。經常對喋喋不休的『詩人』毫不留情地攻擊。
瑞爾
臉上有如地鐵圖般疤痕的小孩，全身上下似乎都有傷痕。平實因為嘴邊的疤痕臉部表情會維持在一種似笑非笑的表情，對修伊十分的不滿，叛意也很高。和法蘭克形影不離，很親近克里斯多福。靠著對人類的輕蔑來肯定自己身為人造人的存在價值，因此當得知克里斯多福被人類（珂雷亞）打敗時受到相當的打擊。使用的武器為雞蛋形狀的炸藥，崇拜著同樣身為炸彈客的妮絲。
法蘭克
體型巨大，至少有兩公尺高的巨大小孩，和瑞爾形影不離。和龐大的外型相反，擁有相當敏捷的移動能力，同時力氣也相當的大。
『詩人』（しじん）
平時戴著遮住雙眼的帽子，說話方式如同在吟誦詩歌散文的男人。基本上不參予戰鬥，特殊能力是隱藏在帽子下的藍色雙眼，目視可以讓對手睡著，其餘不明。經常因為多話被希庫爾施以腳刀，『吸血鬼』部分人奇異的說話方式似乎都是他影響的。

### 2000年代

#### 不死者
察斯沃夫·梅耶魯（Czeslaw Meyer）配音：神田朱未（日本）
麥沙·阿法羅（Maiza Avaro）配音：宮本充（日本）
尼羅
希薇·盧米埃（Sylvie Lumiere）
配音：高垣彩陽（日本）
格雷多的女友。拿到永生之酒后並未立即喝下，因此逃過了塞拉德的吞噬。1930年代在酒廊当歌手。
艾爾摩·Ｃ·亞伯托洛斯（Elmer C.Albatross）
配音：大畑伸太郎（日本）
笑容中毒者。因惡魔好奇而給予實現一個願望的機會，請求惡魔一直停留在麥沙身邊直到再次相見時，麥沙能大聲笑出來。

#### 紐約警察
波爾·諾亞
愛德華·諾亞之子，據費洛說，他在兩人初次見面時說了跟父親一樣的話。

#### 北歐某村莊
在私人土地的村子，地圖也沒有標明。是為奎茲家製作的兩種人造小矮人與他人共存的社會縮影。
菲兒
村中的「活祭品」。共五人，無論外貌、身型也十分相似。實際上是共用一個意識的人造小矮人
迪茲·尼比爾
村長。
菲爾特·尼比爾
村長之子。
比爾特·奎茲
旅行商人，塞拉德·奎茲的子孫，由於家族關係一直也要研究人造小矮人，儘管不願意也要繼續研究。

#### 沃肯家
克勞蒂亞·沃肯
夏隆·沃肯

#### 不良集團
鮑比
特洛伊
矮胖
高個兒

#### 面具工匠
鲁奇諾·B·康帕奈拉
伊兒妮絲「病」（Illness）
埃京「老」（Aging）
迪斯「死」（Death）
萊弗「生」（Live）

#### 南美販毒組織
卡妮亞·考夫曼
安傑羅

#### 宗教團體「SAMPLE」
布莱德
猩猩臉的壯漢
兩名女秘書
里克爾

#### 其他
約翰·德洛克斯
席莉絲·阿緹亞
假名為：盧珂特·迪亞斯

### 1705年

#### 私塾的相關者
修伊·拉弗雷特（Huey Laforet）
艾爾摩·Ｃ·亞伯托洛斯（Elmer C.Albatross）
莫妮卡·康帕奈拉
達頓·史特勞斯
蕾妮·帕爾梅迪斯・布林維里爾
東郷 田九郎（とうごう でんくろう）
桑克·羅旺

#### 洛特華倫提諾
妮琪
埃斯佩蘭薩·C·波羅尼爾
人稱「小丑伯爵」
拉羅夫·漢克雷提亞
埃爾
又名麥沙·阿法羅，「臭掉的蛋」組織的領袖。

#### 其他
貝格·加洛特
假面工匠（かめんしょくにん）

### 不死者一覽
| 年份     | 姓名                 | 备注                                                    |
| -------- | -------------------- | ------------------------------------------------------- |
| 年份不明 | 羅尼·斯奇亞多        | 惡魔                                                    |
| 年份不明 | 蕾妮                 |                                                         |
| 年份不明 | 達頓                 |                                                         |
| 17xx年   | 麥沙·阿法羅          | 存活                                                    |
| 17xx年   | 察斯沃夫·梅耶魯      | 存活                                                    |
| 17xx年   | 修伊·拉弗雷特        | 存活                                                    |
| 17xx年   | 貝格                 | 存活                                                    |
| 17xx年   | 希薇·盧米埃          | 存活                                                    |
| 17xx年   | 艾爾摩·Ｃ·亞伯托洛斯 | 存活                                                    |
| 17xx年   | 尼羅                 | 存活                                                    |
| 17xx年   | 維克托·泰波          | 存活                                                    |
| 17xx年   | 塞拉德·奎茲          | 被费洛吞噬                                              |
| 17xx年   | 格雷多·阿法羅        | 被塞拉德吞噬                                            |
| 17xx年   | 菲爾梅特             | 被察斯沃夫吞噬 （但于2002年回归，被吞噬的似乎不是本人） |
| 1930年   | 艾薩克·迪安          | 存活                                                    |
| 1930年   | 蜜莉亞·哈文德        | 存活                                                    |
| 1930年   | 費洛·普羅宣查        | 存活                                                    |
| 1930年   | 奇士·甘德魯          | 存活                                                    |
| 1930年   | 貝爾格·甘德魯        | 存活                                                    |
| 1930年   | 拉克·甘德魯          | 存活                                                    |
| 1930年   | 莫爾沙·瑪爾汀喬      | 存活                                                    |
| 1930年   | 貝喬                 | 存活                                                    |
| 1930年   | 藍迪                 | 存活                                                    |
| 1930年   | 矢車                 | 存活                                                    |
| 1930年   | 雪娜                 | 存活                                                    |
| 1930年   | 麗亞·林謝            | 存活                                                    |

## 出版書籍
| 冊數 | 日文標題 | 中文標題                                                     | 角川書店       | 角川書店               | 台灣角川       | 台灣角川               |
| 冊數 | 日文標題 | 中文標題                                                     | 發售日期       | ISBN                   | 發售日期       | ISBN                   |
| ---- | -------- | ------------------------------------------------------------ | -------------- | ---------------------- | -------------- | ---------------------- |
| 1    |          | BACCANO！大騷動！ The Rolling Bootlegs                       | 2003年2月10日  | ISBN 4-8402-2278-9     | 2008年8月20日  | ISBN 978-986-174-401-8 |
| 2    |          | BACCANO！大騷動！ 1931 鈍行篇 The Grand Punk Railroad        | 2003年8月10日  | ISBN 4-8402-2436-6     | 2008年11月29日 | ISBN 978-986-174-886-3 |
| 3    |          | BACCANO！大騷動！ 1931 特急篇 The Grand Punk Railroad        | 2003年9月10日  | ISBN 4-8402-2459-5     | 2009年3月31日  | ISBN 978-986-237-043-8 |
| 4    |          | BACCANO！大騷動！ 1932 Drug & The Dominos                    | 2003年10月10日 | ISBN 4-8402-2494-3     | 2009年7月8日   | ISBN 978-986-237-179-4 |
| 5    |          | BACCANO！大騷動！ 2001 The Children Of Bottle                | 2004年2月10日  | ISBN 4-8402-2609-1     | 2009年9月15日  | ISBN 978-986-237-267-8 |
| 6    |          | BACCANO！大騷動！ 1933〈上〉 The Slash～陰天之後的腥風血雨～ | 2004年9月10日  | ISBN 4-8402-2787-X     | 2010年1月29日  | ISBN 978-986-237-467-2 |
| 7    |          | BACCANO！大騷動！ 1933〈下〉 The Slash～腥風血雨後的豔陽天～ | 2004年11月10日 | ISBN 4-8402-2850-7     | 2010年5月26日  | ISBN 978-986-237-654-6 |
| 8    |          | BACCANO！大騷動！ 1934 獄中篇 Alice In Jails                 | 2006年10月10日 | ISBN 4-8402-3585-6     | 2010年8月16日  | ISBN 978-986-237-787-1 |
| 9    |          | BACCANO！大騷動！ 1934 娑婆篇 Alice In Jails                 | 2006年12月10日 | ISBN 4-8402-3636-4     | 2011年1月21日  | ISBN 978-986-287-016-7 |
| 10   |          | BACCANO！大騷動！ 1934 完結篇 Peter Pan In Chains            | 2007年4月10日  | ISBN 4-8402-3805-7     | 2011年4月9日   | ISBN 978-986-287-079-2 |
| 11   |          | BACCANO！大騷動！ 1705 The Ironic Light Orchestra            | 2011年8月31日  | ISBN 978-4-8402-3910-3 | 2007年7月10日  | ISBN 978-986-287-210-9 |
| 12   |          | BACCANO！大騷動！ 2002 【A side】Bullet Garden               | 2007年10月10日 | ISBN 978-4-8402-4027-7 | 2011年10月7日  | ISBN 978-986-287-340-3 |
| 13   |          | BACCANO！大騷動！ 2002 【B side】Blood Sabbath               | 2007年11月10日 | ISBN 978-4-8402-4069-7 | 2012年5月31日  | ISBN 978-986-287-705-0 |
| 14   |          | BACCANO！大騷動！ 1931 臨時快車篇 Another Junk Railroad      | 2009年1月10日  | ISBN 4-04-867462-5     | 2013年10月25日 | ISBN 978-986-325-491-1 |
| 15   |          | BACCANO！大騷動！ 1710 Crack Flag                            | 2010年4月10日  | ISBN 978-4-04-868459-0 | 2014年4月19日  | ISBN 978-986-325-903-9 |
| 16   |          | BACCANO！大騷動！ 1932-Summer man in the killer              | 2011年6月10日  | ISBN 978-4-04-870556-1 | 2014年12月24日 | ISBN 978-986-366-281-5 |
| 17   |          | BACCANO！大騷動！ 1711 Whitesmile                            | 2011年12月10日 | ISBN 978-4-04-886186-1 | 2016年2月29日  | ISBN 978-986-366-946-3 |
| 18   |          | BACCANO！大騷動！ 1935-A Deep Marble                         | 2012年9月7日   | ISBN 978-4-04-886893-8 | 2016年11月17日 | ISBN 978-986-473-372-9 |
| 19   |          | BACCANO！大騷動！ 1935-B Dr.Feelgreed                        | 2012年12月8日  | ISBN 978-4-04-891204-4 | 2017年6月22日  | ISBN 978-986-473-726-0 |
| 20   |          | BACCANO！大騷動！ 1931-Winter the time of the oasis          | 2013年3月9日   | ISBN 978-4-04-891431-4 | 2022年6月24日  | ISBN 978-626-321-547-4 |
| 21   |          |                                                              | 2013年10月10日 | ISBN 978-4-04-866037-2 |                |                        |
| 22   |          |                                                              | 2016年8月10日  | ISBN 978-4-04-892184-8 |                |                        |

## 漫畫
BACCANO！大騷動！1931 The Grand Punk Railroad
由吟遊詩人負責作畫日本漫畫，於《月刊電擊Comic Gao!》2007年2月号至2008年4月号期間進行連載。單行本全2卷。
| 冊數 | 角川書店      | 角川書店               | 台灣角川       | 台灣角川               |
| 冊數 | 發售日期      | ISBN                   | 發售日期       | ISBN                   |
| ---- | ------------- | ---------------------- | -------------- | ---------------------- |
| 1    | 2007年7月27日 | ISBN 978-4-84-023963-9 | 2009年12月31日 | ISBN 978-986-237-385-9 |
| 2    | 2008年4月26日 | ISBN 978-4-04-867048-7 | 2010年7月8日   | ISBN 978-986-237-701-7 |

BACCANO！大騷動！
由藤本新太負責作畫的再次改編日本漫畫作品，於《YOUNG GANGAN》2015年21号至2017年2号期間連載。單行本全3卷。
| 冊數 | 史克威爾艾尼克斯 | 史克威爾艾尼克斯       |
| 冊數 | 發售日期         | ISBN                   |
| ---- | ---------------- | ---------------------- |
| 1    | 2016年2月10日    | ISBN 978-4-7575-4876-3 |
| 2    | 2016年8月10日    | ISBN 978-4-7575-5072-8 |
| 3    | 2017年4月10日    | ISBN 978-4-7575-5268-5 |

## 電視動畫

#### 製作人員
- 監督：大森貴弘
- 構成、腳本：高木登
- 人物設計：岸田隆宏
- 美術監督：伊藤聖
- 色彩設計：歌川律子
- 攝影監督：關谷能弘
- 編輯：關一彥
- 音樂：吉森信
- 音響監督：岩浪美和
- 製作人：橫山朱子
- 動畫製作人：佐藤由美
- 動畫製作：Brain's Base
- 製作：Project Baccano!（Aniplex、Movic、Brain's Base）

### 主題曲
片頭曲《Gun's & Roses》
作曲：野口茜；演奏：Paradise Lunch
片尾曲《Calling》
作詞、作曲：梶浦由記；歌：織田香織

### 各話列表
| 話數      | 日文標題 | 中文標題                                     | 分鏡              | 演出             | 作畫監督                |
| --------- | -------- | -------------------------------------------- | ----------------- | ---------------- | ----------------------- |
| 1         |          | 副社長不談論自己是主角的可能性               | 大森貴弘          | 佐藤豐           | 高田晃                  |
| 2         |          | 無視老婦人的不安 大路橫斷鐵路號駛出          | 大畑清隆          | 中野英明         | 青野厚司                |
| 3         |          | 藍迪和貝喬忙著派對的準備                     | 寺東克己          | 米田光宏         | 米田光宏 久本晃嗣       |
| 4         |          | 拉德·盧梭非常享受高談闊論與殺戮              | 大森貴弘          | 松浦錠平         | 石川晉吾                |
| 5         |          | 賈格西·史普羅德邊哭邊發抖邊蠻幹              | 寺東克己          | 佐藤豐           | 小谷杏子                |
| 6         |          | 鐵路追蹤者在車內暗中反覆虐殺                 | 神戶守            | 神戶守           | 小丸敏之 羽山賢二       |
| 7         |          | 全部都是從亞特威納·奧伊斯號的船上開始        | 神戶守            | 原博             | 鈴木慎吾                |
| 8         |          | 艾薩克和蜜莉雅不知不覺的在週圍散播幸福       | 大畑清隆          | 大畑清隆         | 龜谷響子                |
| 9         |          | 克雷亞·史坦菲爾德忠實的完成職務              | 寺東克己          | タムラコータロー | 青野厚司                |
| 10        |          | 察斯沃夫·梅耶魯畏懼著不死者的身影思考策略    | 大畑清隆          | 小坂春女         | 田中良 小谷杏子         |
| 11        |          | 夏涅·拉弗雷特在兩個怪人前保持沉默            | 神戶守            | 神戶守           | 久木晃嗣 をがわいちろを |
| 12        |          | 費洛和甘德魯三兄弟被兇手槍殺了               | 名村英敏          | 川越淳           | 青野厚司 福田紀之       |
| 13        |          | 不死者與普通人同樣歌頌人生                   | 大森貴弘 寺東克己 | 大森貴弘         | 高田晃                  |
| 番外編 上 |          | 葛蘭哈姆·史貝庫塔的愛與和平                  | 大畑清隆          | 大畑清隆         | 龜谷響子                |
| 番外編 中 |          | 抵達高級住宅區的不良少年們仍然與平時沒有不同 | 神戶守            | 神戶守           | 青野厚司                |
| 番外編 下 |          | 卡蘿醒悟到這個故事不可能完结                 | 寺東克巳          | 寺東克巳         | 青野厚司                |

### 播放電視台
| 播放地區 | 播放電視台 | 播放日期                      | 播放時間            | 聯播網       | 備註       |
| -------- | ---------- | ----------------------------- | ------------------- | ------------ | ---------- |
| 日本全域 | WOWOW      | 2007年7月26日－11月1日        | 星期四 24:30－25:00 | BS數位廣播   | 制作電視台 |
| 東京都   | TOKYO MX   | 2008年1月2日－3月26日         | 星期三 23:30－24:00 | 独立UHF局    |            |
| 日本全域 | GYAO!      | 2008年1月5日－3月29日         | 星期六 12:00 更新   | PC向網路配信 |            |
| 日本全域 | Animax     | 2008年2月5日－4月29日         | 星期二 23:00－23:30 | CS放送       | 有重播     |
| 日本全域 | AT-X       | 2009年12月22日－2010年3月16日 | 星期二 10:30－11:00 | CS放送       | 有重播     |
| 香港     | Animax     | 2009年11月11日－              | 星期三 22:00－23:00 | Animax Asia  |            |
| 臺灣     | Animax     | 2010年1月24日－               | 星期日 14:00        | Animax Asia  |            |

## 遊戲
於2008年2月28日，MediaWorks發售的NDS遊戲《電擊文庫ADV BACCANO！大騷動！》。
本作為DS電撃文庫的第5彈，以原作鈍行篇、特急篇兩作為中心。
本作有4點特徵：
- 完全收錄原作文章，完全沒刪減原著的內容，可享受與原著小說完全相同的的故事情節。
- 採用Zapping系統，在不同的場景中可分別選擇不同主人公的視點。
- 根據玩家的選擇而有不同變化，新追加50種以上的if結局。
- 新收錄原作者成田良悟所新創作的，有在原作沒有出現的設定及登場角色。特別是，是原作的後續小說的補充設定為形式。

另外，預約特典是（非賣品）。是本作内容有所關連的遊戲書。

## 外部連結
- WOWOW（日語）
- 漫畫官方網站（页面存档备份，存于）（日語）
- BACCANO!官網（页面存档备份，存于）（日語）
- Baccano! (light novel)在動畫新聞網百科全書中的資料（英文）
- Baccano! (TV)（動畫）在動畫新聞網百科全書中的資料（英文）